# Prieuré Sainte-Marie-Madeleine de Mantes-la-Jolie
 (août 2015).
Si vous disposez d'ouvrages ou d'articles de référence ou si vous connaissez des sites web de qualité traitant du thème abordé ici, merci de compléter l'article en donnant les références utiles à sa vérifiabilité et en les liant à la section « Notes et références ».
Le prieuré Sainte-Marie-Madeleine de Mantes-la-Jolie fut fondé au XIIe siècle et détruit à la Révolution. En 2007, il fait l'objet de recherches archéologiques menée par l'INRAP.

## Histoire
Roger de Toésny, gendre de Baudouin III, conte de Hainaut, eut à défendre sa terre de Nogent contre Hugues Ier seigneur de Châteauneuf. Guillaume de Mauvoisin, seigneur de Rosny joignit ses troupes à celles de Hugues, il fut blessé à mort, porté dans l’abbaye de Coulombs où il prit l’habit monastique et se résolut à faire pénitence le reste de ses jours. Il fit vœu de construire une église à Mantes en l’honneur de Marie Magdeleine. Transporté à Chartres alors qu’il était convalescent il revêtit l’habit de chevalier quittant le froc monacal. Mais son état se dégrada et il mourut le même jour.
Son frère, Samson Mauvoisin fils cadet de Raoul III, alors prévôt dans l’Église de Chartres, et depuis archevêque de Reims fit construire en 1133, l’église de la Madeleine dans la ville de Mantes, à laquelle était attaché le titre d’un prieuré dépendant de Coulombs. Les titres de cette abbaye ont été en grande partie détruits par plusieurs incendies successifs, de sorte qu’il ne reste qu'un très petit nombre d’originaux antérieurs au XVIIe siècle.
En 1650, des bénédictines s'installent dans son enclos.
Pendant la période révolutionnaire, le prieuré fut désaffecté et détruit.

## Recherches archéologiques
À la suite d'un diagnostic réalisé en octobre 2007, préalable à l'emplacement d'un supermarché comportant 4 niveaux de parking souterrain, une équipe de l'INRAP réalise une fouille sur les lieux de l'ancien prieuré Sainte-Marie-Madeleine, au cœur de l'ancien bourg médiéval de Mantes-la-Jolie. La fouille couvre une superficie de 2 000 m2.
Cette fouille a permis la découverte du mur sud et de la croisée du transept de l'église, ainsi qu'un niveau de circulation conservé à l'intérieur de l'édifice. D'autres bâtiments, des puits et des latrines complètent la diversité des vestiges découverts. Des bassins en mortier hydraulique témoignent d'un aménagement d'une partie du site en jardin, par les Bénédictines. 
Une fouille des sépultures en sarcophage ou en cercueils contenant encore les squelettes a été effectuée. L'équipe archéologique à découvert également des poteries, des céramiques, des pièces de monnaie et autres objets datant principalement du XVIe siècle.

## Héraldique
Présentes dans l'Armorial général de France de Charles d'Hozier, les armes du prieuré Sainte-Marie-Madeleine se blasonnent :
- d'azur, à la croix d'argent, cantonnée de quatre porcs-épics d'or.